# Edward Joseph Lowe

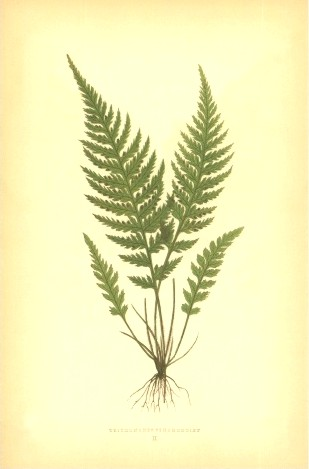
Acuarela de un helecho, × Lowe.

Edward Joseph Lowe (11 de noviembre de 1825- 10 de marzo de 1900) fue un reputado botánico, explorador y artista inglés. Su apasionado interés en helechos hizo que los estudiara y pintara. Su obra más notable sería Ferns: British and Exotic y consistió en ocho volúmenes ilustrados, publicados en Londres por Groombridge & Sons en 1856.

## Algunas publicaciones
- 1853. The Conchology of Nottingham; or a popular history of the recent land and fresh water mollusca found in the neighbourhood

- 1858. Ferns British and Exotic - Volume II / 2 - Polypodium (in continuation), Struthiopteris, Nevrodium, Hymenolepsis, Vittaria, Ceratopteris. Ed. Groombridge & Sons. 162pp. 64 planchas cromolitográficas coloreadas + ilustr. de texto

- 1860. Ferns British and Exotic - Volume VIII / 8 - Osmunda, Hymenophyllum, Trichomanes, Davallia, Thyrsopteris, Cibotium, Trichiocarpa. Deparia, Dicksonia, Gleichenia, Cyathea, Hemitelia, Alsophila, Todea, Dictyoxiphium, etc. Groombridge & Sons. 260 pp., 77 planchas cromolitográficas coloreadas + ilustr. de texto

- 1864. A Natural History of New and Rare Ferns Containing Species and Varieties None of Which Are Included in Any of the Eight Volumes of "Ferns British and Exotic". Ed. Groombridge & Sons. 242 pp.

- 1864. Beautiful-Leaved Plants, being a Description of the Most Beautiful-Leaved Plants in Cultivation in this Country. Groombridge, Londres

- 1865. A Natural History of British Grasses with Coloured Illustrations. Ed. Groombridge & Sons

- 1867. Ferns: Aspidium, Hypoderris, Mesochlaena, Oleandra, Nephrolepis, Woodsia, Cystopteris, Hemionitis, Olfersia, Hymenodium, Acrostichum, Polybotrya, Platycerium, Ophioglossum, Botrychium. Vol. 7. Con Alexander Francis Lydon, Benjamin Fawcett. Ed. 	Groombridge & Sons, 183 pp.

- 1874. Our native ferns; or, A history of the British species and their varieties ... With ... coloured plates, and ... wood engravings. 492 pp.

- 1891. A natural history of British grasses. 3.ª ed.
- La abreviatura «E.J.Lowe» se emplea para indicar a Edward Joseph Lowe como autoridad en la descripción y clasificación científica de los vegetales.[2]

## Fuente
Traducción del Art. en inglés de Wikipedia.